# Monsanto
Монсанто (англ. Monsanto) — транснаціональна корпорація, світовий лідер біотехнології рослин. Основна продукція — генетично модифіковані насіння: кукурудзи, сої, бавовни, а також найпоширеніший у світі гербіцид «Раундап». Заснована Джоном Френсісом Куїнн (англ. John Francis Queeny, 1859–1933) в 1901 як чисто хімічна компанія, «Монсанто» за останні сто років еволюціонувала в концерн, який спеціалізується на високих технологіях в галузі сільського господарства. Ключовим моментом у цій трансформації став 1996, коли «Монсанто» одночасно випустила на ринок перші генетично змінені сільськогосподарські культури: трансгенну сою з новою ознакою «Раундап Реді» (Roundup Ready, або скорочено RR) і бавовна «Боллгард» (Bollgard), стійкий до комах. Величезний успіх цих і наступних за ними аналогічних продуктів на сільськогосподарському ринку США стимулював компанію переорієнтуватися з традиційної хімії та фармакохіміі на виробництво нових сортів насіння.  Roundup — торгова марка гербіциду під назвою гліфосат, який був винайдений і випущений на ринок «Монсанто» на початку 1970-х.
У березні 2005 року «Монсанто» придбала найбільшу насінницьку компанію «Семініс» (Seminis), що спеціалізується на виробництві насіння овочів і фруктів.

## Історія
Заснована Джоном Френсісом Куїнн в 1901, ветераном фармацевтичної промисловості з 30-річним стажем. Використавши власні кошти, як стартовий капітал, він почав з виробництва сахарина та назвав компанію за дошлюбним прізвищем своєї дружини-іспанки Ольги Монсанто.
Почавши з успішних продажів сахарину «Кока-Коли», Куїн швидко освоїв виробництво інших потрібних їй інгредієнтів, таких як кофеїн і ванілін, і через короткий час став її основним постачальником. За цим наступило розширення виробництва в область фармацевтики (аспірин (саліцилова кислота)) і виробництва гуми.

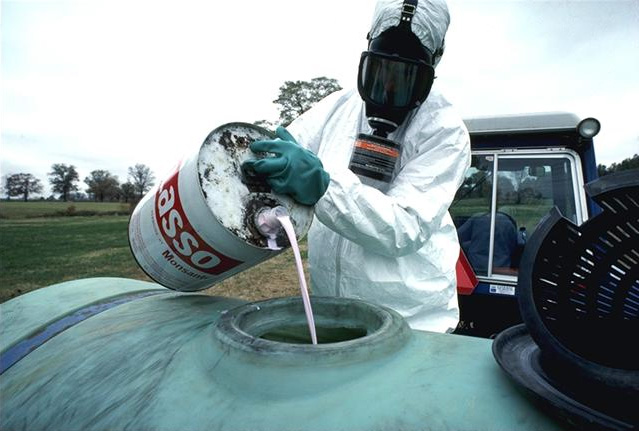
Хімікати

У 1928 управління компанією переходить до сина засновника, Едгару Монсанто Куїнн.
У 1940-ві стає лідируючим виробником пластику (включаючи полістирол) і синтетичних волокон. З цього моменту вона завжди входила в першу десятку провідних хімічних компаній США.
Серед інших продуктів компанії були підсолоджувач аспартам (під торговою назвою «NutraSweet»), бичачий соматотропін (BST), а також поліхлоровані біфеніли (англ. Polychlorinated biphenyl, PCB) і сумнозвісний «Агент Оранж» (містив гербіцид 2,4,5-T з домішкою діоксинів).
У 1960-ті була лідируючим виробником «Агента Оранж», що застосовувався для дефоліації рослинності під час війни у В'єтнамі. За це компанії довелося виплатити компенсації ветеранам В'єтнамської війни в 1984. За повідомленнями В'єтнамського товариства постраждалих від діоксину, з 3 мільйонів в'єтнамців, які зазнали отруєння діоксинами, до 2008 близько мільйона осіб у віці до 18 років стали спадковими інвалідами. В'єтнамцям було відмовлено у виплатах компенсації.
У 1954 спільно із німецьким хімічним гігантом «Байєр» налагодила виробництво поліуретану і в США.
У 1960 запустила перший завод з виробництва синтетичної оцтової кислоти каталітичним карбонізуванням метанолу. Процес зараз широко відомий під назвою «Monsanto acetic acid process» і є головним комерційним способом одержання оцтової кислоти (понад 50% світового виробництва оцтової кислоти).
У 1982 група дослідників «Монсанто» (Robb Fraley, Robert Horsch, Ernest Jaworski, Stephen Rogers) вперше в історії здійснила генетичну трансформацію рослин, за що вони у 1998 отримали Національну медаль США за технологію.
У 1987 провела перші польові випробування генетично модифікованих рослин.
Восени 1987 в науковому центрі «Монсанто» (Сент-Луїс, Міссурі) побувала делегація Держагропрому СРСР. Як повідомила програма «Час» (10 жовтня 1987) «… в даний час програми співпраці між фірмою Монсанто і Держагропромом СРСР впроваджуються на загальній площі 30 000 гектар в 13 різних місцях 5 радянських республік».
У 1996 вперше в світі вийшла на ринок з насінням генетично модифікованих найважливіших сільськогосподарських культур — сої та бавовнику.
У 1996-2002, за допомогою серії поглинань більш дрібних біотехнологічних ( Agracetus,  Calgene) і насіннєвих компаній («Asgrow», «Dekalb»), а також відділення хімічного бізнесу ( Solutia), Монсанто перетворилася з гіганта хімічної промисловості в піонера нової промисловості сільськогосподарської біотехнології.
У червні 2007 поглинула «Delta and Pine Land», провідну компанію США, що спеціалізується на виробництві насіння бавовнику.
У 2008 придбала нідерландську насіннєву компанію «Де Ройтерс» (De Ruiter Seeds).
2001 — колишній співробітник «Монсанто» Вільям Ноулз отримав Нобелівську премію за дослідження в області асиметричного каталізу, які проводилися ним на «Монсанто» з 1960-х до його відходу на пенсію в 1986.
У червні 2018 Bayer завершує операцію з придбання 100% акцій лідируючої компанії Monsanto. Вартість найбільшого в історії агропромислової галузі злиття склала $ 63,5 млрд. З моменту покупки Monsanto акції Bayer подешевшали більш ніж на 40%.
30 липня 2019 в Bayer повідомили, що кількість позовів проти них щодо гліфосату в судах США досягла 18 400.

## Генно-інженерні технології
Трансформація за допомогою агробактерій. В кінці XX-го століття вчені прийшли до того, що геноми живих організмів досить непевні, і процес обміну генетичною інформацією у еволюції — швидше правило, ніж виняток. Прорив у генетичній інженерії рослин трапився в 1977, коли було виявлено, що ґрунтові бактерії з класу  Agrobacterium здатні переносити свою ДНК в геноми багатьох рослин. Бактерії пристосувалися робити це для того, щоб перепрограмувати геном рослинних клітин на виробництво доступних тільки цим бактеріям поживних речовин. З часом на початку 1980-х років механізм транспортування ДНК ставав все більш зрозумілий, вчені навчилися його модифікувати, так що замість «корисних бактерій» генів вони стали переносити «корисні людям» гени, які стабільно успадковуються за законами класичної генетики. Цей метод отримав назву агробактеріальної трансформації і на сьогодні є найбільш поширеним методом трансформації рослин.
Генна гармата. У 1988 запропонований інший метод, придатний для генетичної трансформації більшості організмів, включаючи рослини. Він ґрунтується на механічному перенесенні ДНК адсорбованої на мікрочастинках твердої речовини (спочатку золота), які розганяються до високих швидкостей за допомогою генної гармати і вистрілюються в тканини трансформованого організму. Потрапляючи в клітини, чужорідна ДНК вбудовується в хромосоми випадковим чином і також успадковується за законами класичної генетики. Цим методом зручно трансформувати рослини, які погано піддаються агробактеріальної трансформації. Наприклад, RR-соя, що домінує сьогодні на ринку ГМ-рослин, була отримана цим методом в компанії  Agracetus в 1988 році, коли агробактеріальної трансформації цієї культури була ще погано налагоджена.
Стійкість до гербіцидів. Roundup Ready (RR) рослини в більшості випадків містять повну копію гена енолпірувілшікіматфосфат синтетази (EPSPS або EPSP synthase) з ґрунтової бактерії  Agrobacterium sp. Strain CP4, але іноді і мутантні копії з інших рослин. RR-ріпак (canola) містить ген гліфосат-оксидази, яка руйнує активний початок гербіциду  Roundup.
Стійкість до комах. Другий напрямок модифікацій — отримання культур, що володіють стійкістю до негативної дії шкідливих комах. На сьогодні така стійкість досягається єдиним способом — впровадженням генів з іншої ґрунтової бактерії Bacillus thuringiensis (Bt). Такі рослини часто називають за першими літерами латинської назви цієї бактерії (Bt-кукурудза, Bt-бавовна). Використовувані гени Bt кодують білки, які токсичні для комах-шкідників, але абсолютно нешкідливі для ссавців і людини.

## Основні продукти
1973 — гербіцид «Раундап». Патент на «Раундап» закінчився в 2000, і з тих пір частка «Монсанто» у світовому виробництві гліфосату неухильно падає.
1996 — RR-соя з ознакою «Раундап Реді», що надає стійкість до гербіциду «Раундап».
1996 — «Боллгард» (Bollgard), Bt-бавовник стійкий до тютюнової листовійки (tobacco budworm) і до бавовняної совку (bollworm), що істотно скорочує потреби в пестицидах.
1997 — «Раундап Реді» RR-бавовник, а також кілька сортів, що містять одночасно ознаки «Раундап Реді» і «Боллгард». За деякими оцінками, такий ГМ-бавовник вимагає на 80 % менше пестицидів, ніж нестійкі рослини.
1998 — RR-кукурудза «Раундап Реді».
2003 — «Їлдгард Рутворм» (YieldGard Rootworm), Bt-кукурудза стійка до нематод.
2005 — «Раундап Реді Флекс» (Roundup Ready Flex), 2-е покоління стійкого до гербіциду бавовнику, що дозволяє розширити вікно застосування «Раундапу».
2006 — «Віста» (Vistive), соя з пониженим вмістом ліноленової кислоти (С18: 3), виведена методами класичної генетики для того щоб допомогти харчової індустрії у видаленні з їжі шкідливих транс-жирів.
2009 — Друге покоління RR-сої (RR2Yield) стійкої до гербіциду «Раундап» і володіє підвищеною врожайністю (в середньому на 7 % вище в порівнянні з першим поколінням).
2010 — «СмартСтакс» (SmartStax), кукурудза, що має відразу 8 трансгенних ознак, включаючи стійкість до гербіцидів і різних шкідників. Розроблена спільно з компанією Dow Agrosciences (дочірня структура Dow Chemical).
У березні 2010 Європейська комісія схвалила п'ять генетично модифікованих продуктів, зазначивши при цьому, що може віддати країнам-членам Євросоюзу право самим вирішувати, чи хочуть вони вирощувати у себе рослини зі зміненим генетичним кодом. У числі цих продуктів — три сорти кукурудзи «Монсанто» і картопля сорту «Амфлора», розроблений німецьким хімічним концерном BASF. Очікується, що вже навесні 2010 картоплю почнуть саджати в Чехії та Німеччині, а в наступні роки — у Швеції та Нідерландах.
Єдиною іншою трансгенною культурою, що вирощується в комерційних цілях в Європі, є Bt-кукурудза «Монсанто» сорти MON 810, яка була схвалена ще у 1998. Вона вирощується в 5 країнах — Іспанії, Чехії, Румунії, Португалії та Словаччині.

## Полеміка і критика

### Конкуренція

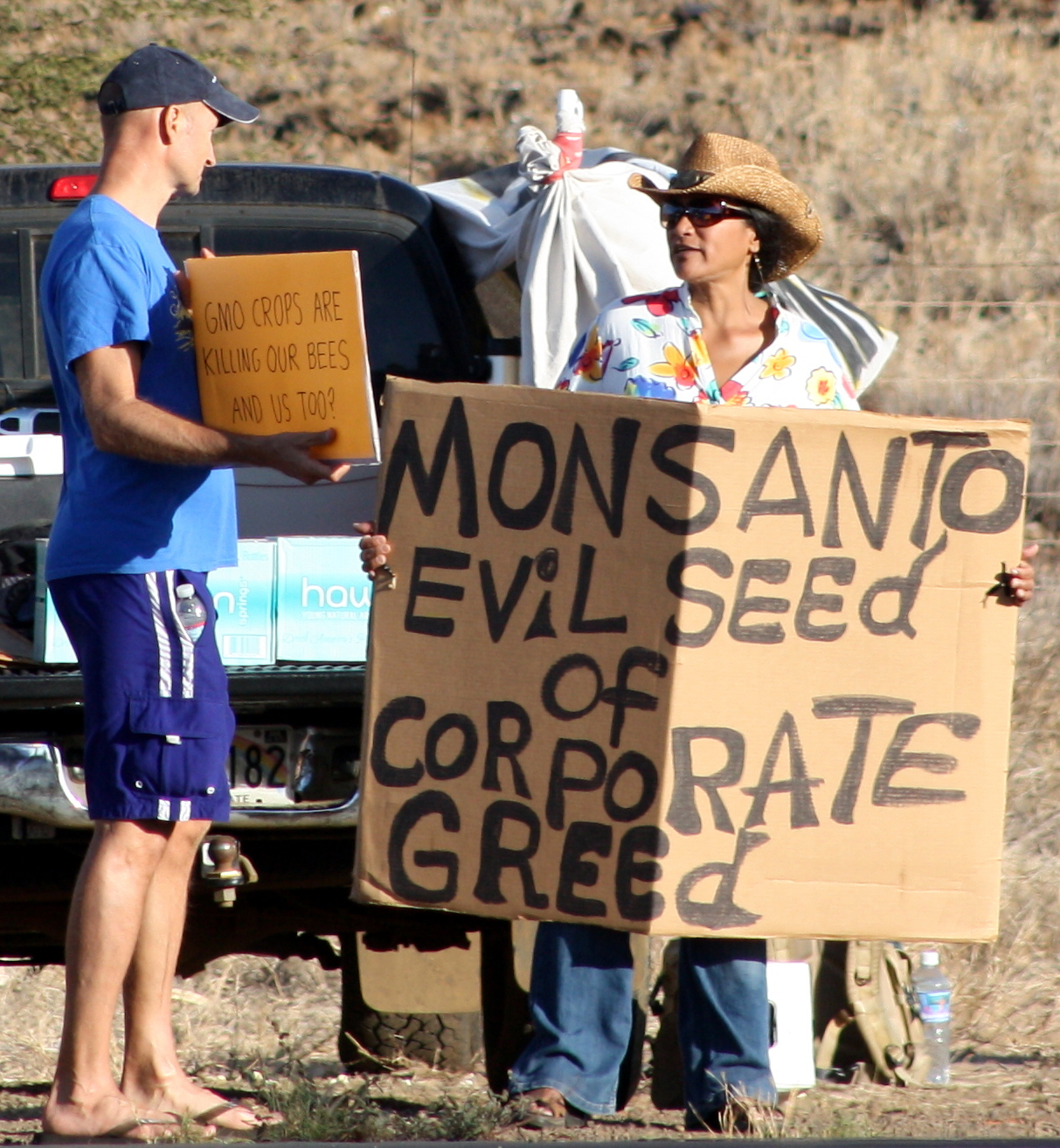
Акції протесту

Відома тим, що захищає свої модифікації живих організмів за допомогою патентів.
У 1999 компанія оголосила про своє рішення не використовувати «термінуючої» технології, що запобігають проростанню насіння, отриманого від урожаю з її ГМ0 насіння. Хоча Монсанто стверджувала, що не збиралася використовувати дані технології в Індії, були випадки атак фермерами полів, де Монсанто імовірно тестувала свої продукти.

### Протести проти Монсанто
«Монсанто» — постійний об'єкт критики противників генетично модифікованих організмів. Проблема безпеки трансгенних рослин є предметом великої дискусії за участю багатьох сторін, включаючи вчених, урядові комісії та неурядові організації типу «Грінпіс», оскільки було виявлено багато фальсифікацій, підміни, фальшування досліджень про негативний вплив продукції компанії на людей.
В суботу, 25 травня 2013, в 436 містах, 52 країн пройшли акції протесту проти компанії Monsanto. Люди, які хотіли звернути увагу на небезпеку генно-модифікованих продуктів, вийшли на вулиці Вашингтону, Лос-Анджелесу, Парижу, Лондону, Амстердаму, Москви та інших міст. В різних містах люди вимагали обов’язкового маркування продукції, яка містить ГМО та закликали бойкотувати продукцію усіх виробників, які використовують генно-модифіковані організми.

## В Україні
Компанія Монсанто планує побудувати насіннєвий завод в Україні. Станом на початок 2019 року є багаторічним партнером агропромислового холдингу LNZ Group.